# トライアングラー
- 坂本真綾 > トライアングラー
- マクロスシリーズ > マクロスF > マクロスFのディスコグラフィ > トライアングラー

「トライアングラー」は、坂本真綾の15枚目のシングル。2008年4月23日にflying DOGから発売された。

## 概要
坂本としては2003年にリリースされたアルバム『少年アリス』以来（シングルとしては「tune the rainbow」以来）となる、菅野よう子による楽曲提供となる。作詞はGabriela Robinによるもの。坂本の普段の歌声よりは比較的高い音域で歌われており、坂本は「カラオケでうたうと、とてもすっきりする曲」とコメントしている。
菅野がBGMや挿入歌などの劇中音楽を担当する2008年放映のテレビアニメ『マクロスF』のオープニングテーマ。曲名は、坂本・菅野・『マクロスF』の3者それぞれがひとつの作品としてコラボレートしたという意味であり、また「マクロスシリーズ」共通の要素のひとつである三角関係をテーマとした曲である。
なお、作品世界内の設定では、第一次星間大戦（シリーズ第1作『超時空要塞マクロス』の時代）で活躍した一条輝、早瀬未沙、リン・ミンメイの三角関係を描いたトレンディドラマ「トライアングラー」の主題歌で、サカモトマーヤという新進のゼントラーディーミュージカル女優が歌っているということになっている。
初回版のみ、「ヒミツの番号」とピンクの三角形が封入された。
「K-1 WORLD MAX 2009 〜日本代表決定トーナメント〜」では、長島☆自演乙☆雄一郎が入場曲として使用した。

## オリコン・シングルチャート記録
オリコン週間シングルチャートでは自身最高の3位を記録。声優個人のトップ3入りは、水樹奈々の2位（シングル2作（当時）・アルバム1作）、林原めぐみの3位（シングル1作・アルバム1作）に次いで3人目の記録となる。また、これまでのマクロスシリーズ関連のシングルによるチャート記録（飯島真理『愛・おぼえていますか』の最高7位）をも塗り替えた。
シェリル・ノーム starring May'nによるエンディングテーマおよび挿入歌が収録されたシングル「ダイアモンド クレバス」がチャート3位にランクインした3週目には、オープニングテーマとエンディングテーマの同時トップ10入りを記録した。声優個人名義作品での4週連続トップ10入りはオリコン史上初の記録となる。売上枚数（オリコン調べ）は、初動売上で自己最高を記録。
5週目には自身のシングルでの最高記録であった「奇跡の海」を約10年振りに更新した。また、11週連続でトップ100をキープ。その他、サウンドスキャンジャパンによるシングルチャートでは初登場で自身最高の1位を記録している。また、第13回アニメーション神戸賞主題歌賞を受賞した。さらに、2015年10月には配信認定にて25万以上ダウンロードされた楽曲としてプラチナ認定された。なお、坂本の楽曲がプラチナ認定されるのは今作が初である。
累計出荷枚数は9.1万枚。

## 収録曲
1. トライアングラー [4:42] 
作詞：Gabriela Robin、作曲・編曲：菅野よう子
  - 毎日放送・TBS系アニメ『マクロスF』オープニングテーマ
2. ことみち [4:47] 
作詞：坂本真綾、作曲・編曲：高田みち子
3. トライアングラー（w/o maaya）
4. ことみち（w/o maaya）

## 演奏者
トライアングラー
- Drums - 佐野康夫
- Bass - 渡辺等
- Guitars - 今堀恒雄
- Strings - 篠崎正嗣ストリングス
- Synthesizer Manipulating - 浦田恵司、坂元俊介
- Keyboards - 菅野よう子
- Backing Vocals - 坂本真綾

ことみち
- Piano - 高田みち子
- Guitar - 松木恒秀

## 収録アルバム
- 『かぜよみ』（#1）
- 『シングルコレクション+ ミツバチ』（#1）
- 『マクロスF（フロンティア）O.S.T.1 娘フロ。』
- 『マクロスF（フロンティア）VOCAL COLLECTION 娘たま♀』

## その他アーティストによるカバー
トライアングラー
- 栗林みな実 - カバーソングプロジェクト『CrosSing 8th Season』にてカバー[9]。2024年3月27日に配信リリース。